# Мирољуб Алексић (глумац)
Мирољуб Алексић (Врање, 19. јун 1922 — Ниш, 16. март 1987) био је српски глумац и прозни писац. Био је родом из Врања. Као глумац прославио се у улогама Миткета и Хаџи Томе у драми Коштана Борисава Станковића, те улогом Ивка у Ивковој слави Стевана Сремца, а у позним годинама и као аутор приповетки и романа које се чувају у Завичајном одељењу и легатима Јавне библиотеке Бора Станковић у Врању.

## Биографија
Мирољуб Алексић, познатији под надимком Вуле Вртешкар, рођен је 19. јуна 1922. године у Врању. Основну школу и гимназију завршио је у родном граду. После матуре, у новоформираном Окружном народном позоришту Алексић је засновао радни однос, као глумац - аматер. По расформирању врањског позоришта, глумачку каријеру наставио је најпре у Зајечару, а потом у Крагујевцу, Краљеву, Лесковцу и Нишу, граду у коме је био члан глумачког ансамбла до краја радног века.
Био је веома даровит глумац и један од првих послератних глумаца у врањском позоришту. Глумио је подједнако успешно у драмама и комедијама. Његове улоге у „Ивковој слави“ Стевана Сремца и „Коштани“ Борисава Станковића остаће дуго у памћењу свих који су имали прилике да овог врсног глумца гледају на српским позоришним сценама. Његов монолог Ивка ушао је у стотинак најбољих у књизи Српскохрватски позоришни језик из 1974. године по избору професора Факултета драмских уметности, где се ова књига и даље користи као уџбеник.
Играо је у популарним филмовима и серијама: ТВ театар (1964), Повратак отписаних (1978), Двобој за јужну пругу (1978), Трен (1978), Врућ ветар (1980) и Авантуре Боривоја Шурдиловића (1980).
Поред глуме, Алексић је у позним годинама почео да пише уметничку прозу у којој се углавном бавио ратном тематиком. Врло аутентично је осликао своју средину, кретање и властити рад и ангажман у време окупације. Најпознатија књижевна дела су му Вртешка (збирка кратке прозе), али и романи Црвена петокрака и Престо без краља коцкара.
У збирци Вртешка објавио је 17 приповедака, међу којима су Бегунац, Вртен камен и брашнарка, Врањанци славе, Управник Жика и мува, Папуанац, Трифун Јежа, Хаиле, На мртвој стражи и др. Роман Црвена петокрака, писан са подоста аутобиографских елемената, говори о периоду ратних сукоба и револуције у Врању у време Другог светског рата. Роман Престо без краља коцкара говори о животном путу страшћу коцкања оболелог младића, чије разне коцкарске згоде и незгоде Алексић дубоко психолошки осликава.
Мирољуб Алексић преминуо је 16. марта 1987. године у Нишу. Одлуком Скупштине града Ниша једна од дотад неименованих улица у том граду (насеље Црвени крст) 2014. године понела је име Мирољуб Вуле Алексић.

## Одабрана улоге
- ТВ Театар (1964)
- Повратак отписаних (1968)
- Двобој за јужну пругу (1978)
- Трен (1978)
- Врућ ветар (1980)
- Авантуре Боривоја Шурдиловића (1980)

## Одабрана дела
- Вртешка (приповетке, 1978)
- Црвена петокрака (роман, 1978)
- Престо без краља коцкара (роман, 1980)

## Галерија
- Алексићева збирка приповедака Вртешка
- Корица романа Црвена петокрака